# 149952 Susanhamann
149952 Susanhamann è un asteroide della fascia principale. Scoperto nel 2005, presenta un'orbita caratterizzata da un semiasse maggiore pari a 2,3861907 au e da un'eccentricità di 0,1232151, inclinata di 7,23578° rispetto all'eclittica.